# Balaton (dorp)
Balaton is een plaats (község) en gemeente in het Hongaarse comitaat Heves. Balaton telt 1058 inwoners (2011).